# Art Laboe
Art Laboe, właśc. Arthur Egnoian (ur. 7 sierpnia 1925 w Salt Lake City, zm. 7 października 2022 w Palm Springs) – amerykański didżej i osobowość radiowa.

## Wyróżnienia
Uhonorowany gwiazdą na Hollywoodzkiej Alei Gwiazd.